# 김창순
김창순(金昌順, 1920년 3월 20일 ~ 2007년 12월 3일)은 내외문제연구소 이사장, 내외통신 사장, 한국통일문화진흥회의 회장, 북한연구소 이사장을 지내며 수많은 연구논문과 저서, 칼럼을 통해 북한학을 설립한 1세대 북한학자이다.

## 생애
김창순(金昌順)은 1920년 3월 20일 평안북도 의주군 위원면 동린동 76번지에서 출생하였다. 1939년 만주 일·만중학교를 졸업하고, 1945년 3월 만주 하얼빈 학원을 졸업하였으며, 러시아사를 전공했다. 1948년 북한의 정부기관지 ‘민주조선’의 총무국장을 지내던 중 혁명분자로 투옥되었다가 6·25전쟁 중 탈출해 월남했다.
문교부 반공교육전문위원을 지냈고 초대 내외문제연구소 이사장을 지냈다. 고려대학교 아세아문제연구소 특별연구원으로 재직(1962.11~1977.1)하다 사직하고, 1977년 북한연구소 제3대 이사장으로 취임했으며 타계 전인 2007년까지 연임하였다.1986년부터 1996년까지 국사편찬위원회 독립운동사편찬 상무위원을 지냈다.
2000년 경남대학교에서 명예박사 학위를 수여받았다.
북한 관련 많은 연구논문과 저서, 칼럼을 통해 북한학을 설립하고 정립하는데 크게 기여했다.
전 고려대 총장 김준엽(金俊燁, 1920-2011)과 공저인 "한국공산주의운동사'는 기념비적 저작으로 평가받는다.

## 수상
- 국민훈장동백장(1987)
- 5.16민족상(1989)
- 세종문화상(1996)

## 주요 논문 및 저서
- 김창순(金昌順, 1920-2007), 『역사(歷史)의 증인(證人)』 한국아세아반공연맹(韓國亞細亞反共聯盟), 1956.
- 김창순(金昌順, 1920-2007), 『북한 15년사(北韓 15年史) : 1945年8月 - 1961年1月』 지문각((知文閣), 1961.
- 김창순(金昌順, 1920-2007), 『중국공산당(中國共産黨)의 만주(滿洲) 게릴라 조직(組織)과 한인대원(韓人隊員)에 관(關)한 연구(硏究)』, 북한학보 제1집 pp.51-81, 북한연구소 1977년.
- 김창순 (북한연구소 이사장), 『한민족독립운동사 6권 열강과 한국독립운동』 Ⅱ. 중국과 한국독립운동 / 3. 중국공산당과 좌파 한국독립운동 (국사편찬위원회, 1989년 12월 26일)
- 김준엽(金俊燁, 1920-2011), 김창순(金昌順, 1920-2007) 공저, 『한국공산주의운동사 (전5권)』, (청계연구소, 1987∼1988)
- 김창순(金昌順, 1920-2007), 「한국독립운동사(韓國獨立運動史)에 있어서의 김일성(金日成)」 : 한승조(韓昇助) 외 공저 『해방전후사(解放前後史)의 쟁점(爭点)과 평가 1. 독립 건국운동(獨立 建國運動)의 주도세력(主導勢力)은 누구인가』 (螢雪出版社, 1990) 제5장 pp.152 ~ 167
- 김창순(金昌順, 1920-2007), 『만주 항일연군 연구(滿洲 抗日聯軍 硏究)』 國史館論叢 第11輯 (국사편찬위원회, 1990-07-15)
- 김창순(金昌順, 1920-2007), 『북한(北韓)의 역사(歷史)』 (북한연구소, 1998)
- 김창순(金昌順, 1920-2007), 『김일성(金日成) 사후(死後) 500日ㆍ북한(北韓) 이데올로기와 대모략(大謨略)』 (북한연구소, 2006)